# James I. Porter
James I. Porter  (* 23. Dezember 1954) ist ein US-amerikanischer Altphilologe.

## Leben
Er erwarb 1977 den B.A. am Swarthmore College (Hauptfach: Geschichte und klassisches Griechisch; Nebenfach: Englisch), 1979 den M.A. in Vergleichender Literaturwissenschaft an der University of California, Berkeley und 1986 ebendort den Ph.D. Er lehrte dann an der University of Michigan als  Assistant Professor (1986–1992), als Associate Professor (1992–2001) und als Professor of Greek, Latin, and Comparative Literature (2001–2008). Von 2007 bis 2015 war er Professor of Classics and Comparative Literature an der University of California, Irvine. Er lehrt nunmehr an der University of California, Berkeley (2015–2018 als Chancellor’s Professor of Rhetoric and Classics und seit 2018 als Professor of Rhetoric and Classics und Irving Stone Chair in Literature).
Seine Forschungsschwerpunkte sind Philosophie (Materialismus, Ästhetik, Ethik), Vorsokratiker bis zur Moderne, Rezeption der Antike, Geschichte der Klassischen Philologie, Kritische Theorie, Geschichte und Theorie (von Homer bis Foucault) und Wechselbeziehungen zwischen Politik, Kultur und Kritik. Antike Autoren, denen er sich aus verschiedenen Perspektiven zuwendet, sind Philodemos von Gadara, Lukrez und Epikur sowie Homer.

## Schriften (Auswahl)
- The Invention of Dionysus. An Essay on The Birth of Tragedy. Stanford 2000, ISBN 0-8047-3699-5.
- Nietzsche and the Philology of the Future. Stanford 2000, ISBN 0-8047-3667-7.
- The Origins of Aesthetic Thought in Ancient Greece. Matter, Sensation, and Experience. Cambridge 2010, ISBN 978-0-521-84180-1.
- The Sublime in Antiquity. Cambridge 2016, ISBN 978-1-107-03747-2.